# Оффинген
Оффинген (нем. Offingen) — община в Германии, в земле Бавария. 
Подчиняется административному округу Швабия. Входит в состав района Гюнцбург.  Население составляет 4112 человек (на 31 декабря 2010 года). Занимает площадь 14,93 км².